# 王榮妃 (明神宗)
王荣妃（1560年代?—1591年），明神宗万历帝嫔妃之一。指揮僉事王文錦之女。

## 人物生平
万历十年（1582年），王氏应选入宫。初封安嫔，万历十二年六月，生皇三女静乐公主朱轩妫，晋封为荣妃。次年，静乐公主夭折。万历十九年正月，王荣妃去世。年約20多歲，諡號端靖。。